# 1985 ve fotografii

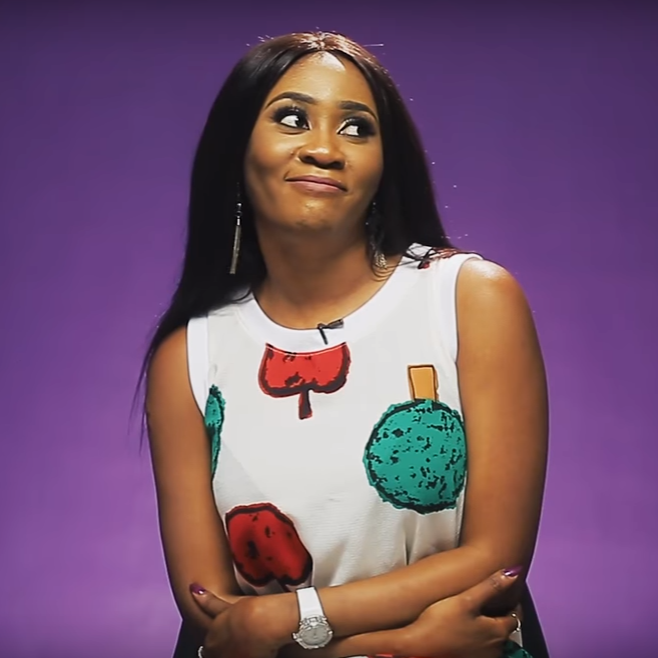
Dne 20. července se narodila Toni Tones, nigerijská mediální osobnost, herečka a fotografka

Tento článek obsahuje významné fotografické události v roce 1985.

## Události
- Byla předvedena Minolta 7000, první samozaostřovací jednooká zrcadlovka (AF SLR).
- Společnost Kodak prohrála v soudním sporu se společností Polaroid, která ji v roce 1976 zažalovala za porušení patentu, když Kodak začal prodávat vlastní verzi fotoaparátu pro okamžitou fotografii. Rozhodnutí o odškodnění padlo až po dalších pěti letech a firma Kodak musela zaplatit téměř miliardu dolarů.[1]
- Bylo založeno Museet for Fotokunst, dánské fotografické muzeum v Odense
- Dne 13. dubna pořídil fotograf Hans Runesson snímek Žena bijící neonacistu kabelkou

Fotografické festivaly a výstavy
- Rencontres d'Arles, červenec–září
- Mois de la Photo, Paříž, listopad

## Ocenění
- World Press Photo – Frank Fournier
- Prix Niépce – Hervé Rabot
- Prix Nadar – Jean-Claude Lemagny, La photographie créative, vyd. Contrejour
- Cena Oskara Barnacka – Sebastião Salgado (Brazílie)
- Grand Prix national de la photographie  – Guy Bourdin (Prix refusé)

- Cena Ericha Salomona – Robert Frank
- Cena za kulturu Německé fotografické společnosti – Bernd a Hilla Becherovi

- Cena Ansela Adamse – Tupper Ansel Blake
- Cena W. Eugena Smithe – Donna Ferrato
- Zlatá medaile Roberta Capy – Peter Magubane, Time, „Cry for Justice: Cry for Peace“.

- Pulitzer Prize for Spot News Photography – Fotografové Register, Santa Ana, Kalifornie, za jejich fotografické pokrytí letních olympijských her 1984.
- Pulitzer Prize for Feature Photography – Stan Grossfeld, Boston Globe, „za sérii fotografií z hladomoru v Etiopii a snímky nelegálních cizinců na americko-mexické hranici.“

- Cena za fotografii Ihei Kimury – Kazujoši Mijoši (三好 和義)
- Cena Nobua Iny – Masao Gózu
- Cena Kena Domona – Cuneo Enari

- Prix Paul-Émile-Borduas – Charles Daudelin

- Prix international de la Fondation Hasselblad – Irving Penn

## Narození v roce 1985

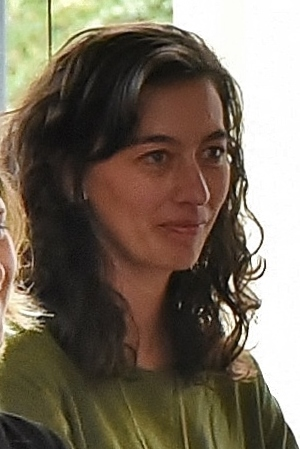
Bridget Reweti, novozélandská fotografka

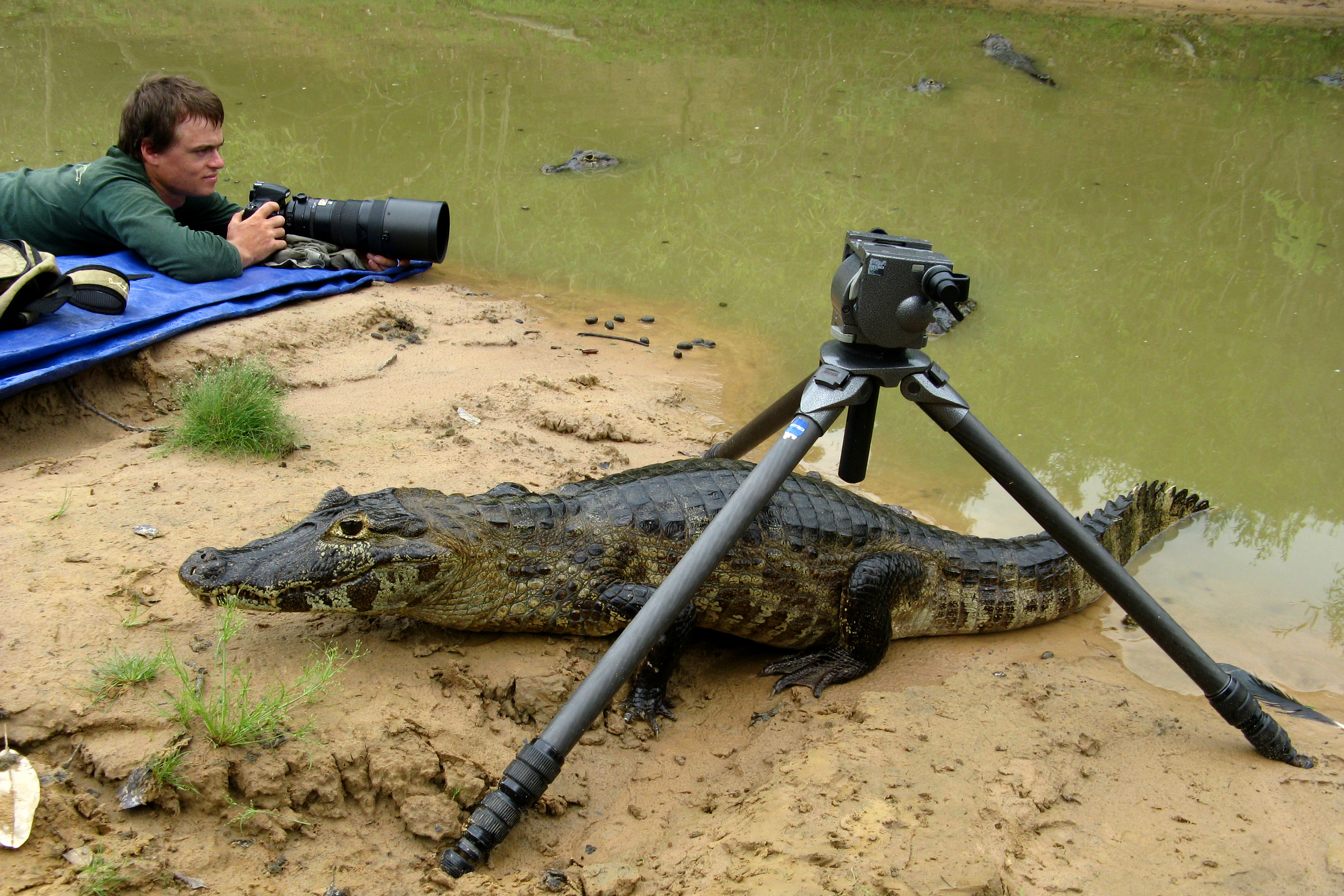
Bence Máté, maďarský fotograf divoké přírody

- 4. ledna – Kari Aalvik Grimsbø, norská fotografka a bývalá házenkářka, brankářka
- 6. února – Barbora Reichová, česká sportovní fotografka, pracovala pro Deník Sport, od roku 2020 je první oficiální fotografkou Českého olympijského výboru
- 26. února – Bence Máté, maďarský fotograf divoké přírody
- 1. dubna – Ala Kheir, súdánský fotograf, kameraman a strojní inženýr
- 20. července – Toni Tones, nigerijská mediální osobnost, herečka a fotografka
- 23. července – Dereck Hard, český fotograf
- 30. července – Frank Marshall, jihoafrický fotograf, portrétuje hudebníky, hudební scény, je známý svou sérií o heavy metalové subkultuře v Botswaně
- 15. srpna – Felipe Dana, brazilský fotoreportér pracující pro Associated Press (AP), který získal Pulitzerovu cenu
- 15. srpna – Elin Hanssonová, norská spisovatelka, novinářka a fotografka
- 16. listopadu – Fatimeh Behboudi, íránská fotožurnalistka a dokumentární fotografka
- 16. prosince – Vojtěch Kemenny, český ilustrátor, fotograf, nakladatel a editor
- ? – Nanna Muus Steffensenová, dánská novinářka, fotografka a korespondentka pro Blízký východ pro dánskou mediální společnost Danmarks Radio
- ? – Mstyslav Černov, ukrajinský kameraman, fotograf, fotoreportér, filmař, válečný zpravodaj, obdržel Pulitzerovu cenu, prezident Ukrajinské asociace profesionálních fotografů
- ? – Karolina Jonderko, polská fotografka, členka agentury Napo Images
- ? – Mohammed Salem, palestinský fotožurnalista žijící v pásmu Gazy, v roce 2024 vyhrál cenu World Press Photo
- ? – Kozue Takagi, japonská fotografka, získala cenu za fotografii Ihei Kimury
- ? – Maija Tammi, finská fotografka
- ? – Tiffiney Yazzie, americká fotografka
- ? – Bridget Reweti, novozélandská fotografka

## Úmrtí v roce 1985
- 11. ledna – Richard Bartholomew, myanmarsko-indický umělecký kritik, fotograf, malíř, básník a spisovatel (* 29. listopadu 1926)
- 16. ledna – Ruth Orkin, americká fotoreportérka přispívající do časopisu Life, Look a Ladies' Home Journal, později fotografii vyučovala v New Yorku, nejznámější je její fotografie Americká dívka v Itálii (* 3. září 1921)
- 28. ledna – Bernard Pierre Wolff, francouzský fotograf (* 26. listopadu 1930)
- 30. ledna – Felix H. Man, německý fotograf (* 30. listopadu 1893)
- 5. března – Wolfgang Weber, německý novinářský fotograf (* 17. června 1902)
- 16. března – Ingolf Thiel, německý módní a reklamní fotograf, herec a kostýmní výtvarník (* 20. srpna 1943)
- 19. března – Samuel Joseph Schweig, izraelský fotograf (* 1902)
- 2. dubna – Mies Merkelbach, nizozemská fotografka (21. dubna 1904)
- 21. května – Willy Maywald, německý fotograf (* 15. srpna 1907)
- 31. května – Gaston Rébuffat, francouzský horolezec, režisér, fotograf a spisovatel (* 7. května 1921)
- 10. července – Fernando Pereira, holandský fotograf (10. května 1950)
- 31. července – Germaine Krull, německá fotografka (* 20. listopadu 1897)
- 8. srpna – Milton H. Greene, americký fotograf, portrétoval Marilyn Monroe (* 14. března 1922)
- 19. září – Emila Medková, česká fotografka (* 19. listopadu 1928)
- 28. září – André Kertész, fotograf maďarského původu (* 2. července 1894)
- 30. září – Herbert Bayer, rakousko-americký grafik, malíř, fotograf a sochař (* 5. dubna 1900)
- 16. října – Margaret Michaelis-Sachsová, rakousko-australská fotografka, portrétistka, krajinářka v Barceloně a Krakově (* 6. dubna 1902)
- 11. listopadu – Arthur Rothstein, americký novinářský fotograf (* 1915)
- 17. listopadu – Willi Ströminger, český portrétní fotograf a herec (* 4. října 1902)
- 19. prosince – Luis Korda, kubánský fotograf (* 17. ledna 1912)
- ? – Edwin Rosskam, americký fotograf (* 1903)
- ? – Marjory Collinsová, americká fotografka (* 1912)
- ? – Viktor Radnický, český fotograf a fotožurnalista (* 31. prosince 1916)
- ? – Claude Pickens, americký misionář a fotograf (* 1900)
- ? – Abraham Guillén, peruánský fotograf a historik fotografie, který se specializoval na vědecké zaznamenávání kulturního dědictví (* 16. března 1901)